# Crăișorul (roman)

Crăișorul este un roman istoric scris de Liviu Rebreanu. Autorul a pornit de la biografia lui Horea, poreclit de moți „Crăișorul Horia”.  